# Арбор-Хилл — Треугольник Тен-Брок
Арбор-Хилл – Треугольник Тен-Брок, (первоначально исторический район Тен-Брок) — исторический район из семи кварталов, расположенный в районе Арбор-Хилл к северу от современного центра города Олбани, штат Нью-Йорк, США. В 1979 году его восточная треть, Треугольник Тен-Брок, второй старейший жилой район города, был признан историческим районом и включён в Национальный реестр исторических мест. Четыре года спустя район был увеличен до нынешних размеров и переименован, чтобы отразить его расширение и включение в него остальной части Арбор-Хилла. 
Будущий район был впервые образован благодаря его старейшему участку — особняку Тен-Брок, построенному в конце XVIII века известной местной семьей. Он дал своё название треугольнику Тен-Брок, возникшему в середине следующего столетия, когда успешные бизнесмены, в первую очередь торговцы лесом, построили большие дома вдоль авеню Тен-Брок на состояния, заработанные ими на торговле на канале Эри. Это был один из первых районов, возникших к северу от центра города в ходе его роста в XIX веке.
Его положение начало ухудшаться по мере того, как город расширялся на запад за счёт новых районов, таких как Вашингтон-Парк, которые привлекали богатых горожан. С началом XX века район постепенно заселялся преимущественно представителями среднего класса, а затем, после Великой миграции, — преимущественно афроамериканцами . Будучи фактически расовым гетто, этот район и его исторические здания пострадали от потери инвестиций и упадка. Присвоение району исторического статуса и другие усилия защитников памятников архитектуры в конце столетия начали преломлять эту тенденцию. В конце 2010-х годов мэр Олбани Кэти Шихан и её муж купили и отремонтировали один из пустующих таунхаусов в районе, чтобы сделать его своим домом.
Более 200 зданий, в основном рядных и отдельно стоящих особняков, построенных в период с 1840-х по 1870-е годы, внесены в список объектов недвижимости, способствующих развитию города. Самый большой из них, особняк Тен-Брок, также является единственным объектом недвижимости в округе, внесённым в реестр по отдельности. В районе также есть две церкви, в том числе церковь Святого Иосифа, что отражает более позднюю популярность района среди иммигрантов.